# Olivia Tennet

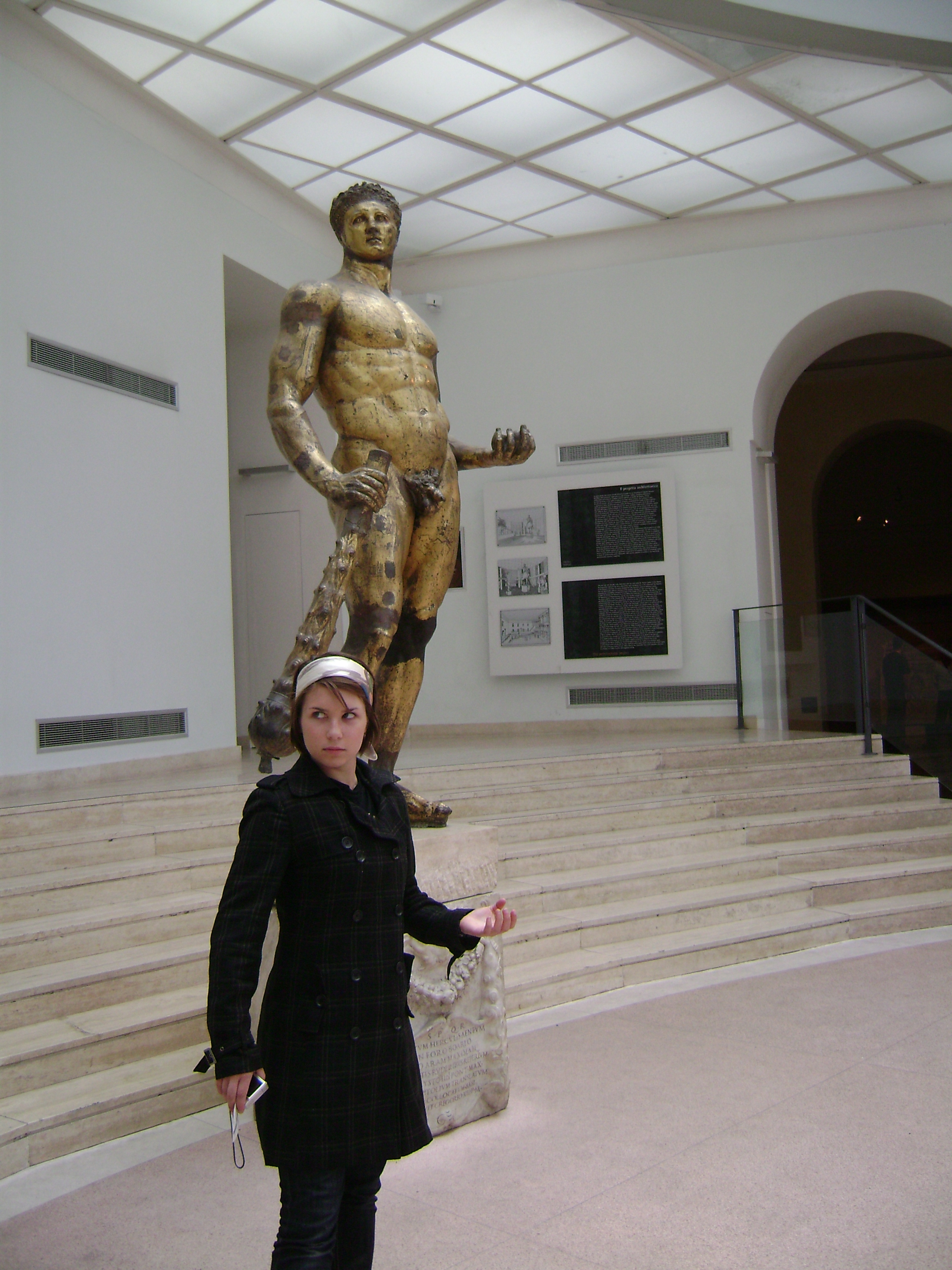
Olivia Tennet posiert vor einer Statue im Kapitolinischen Museum in Rom

Olivia Tennet (* 4. Januar 1991 in Auckland) ist eine neuseeländische Filmschauspielerin.

## Karriere
Nach einem Gastauftritt in Xena – Die Kriegerprinzessin stand sie zunächst in der Komödie Kids World und in dem zwölfminütigen Kurzfilm Watermark vor der Kamera. Ihren ersten Auftritt im Kino hatte Tennet in Der Herr der Ringe: Die zwei Türme, in dem sie Freda, ein Mädchen des Königreichs Rohan verkörperte. In dem Horrorfilm Boogeyman – Der schwarze Mann, der 2005 produziert wurde, übernahm sie ebenfalls eine kleine Rolle. Ihre Filmpartner waren unter anderem Barry Watson und Emily Deschanel.
Ihre erste Hauptrolle spielte sie 2006 in der neuseeländischen Fernsehserie Maddigan's Quest.
Von 2013 bis 2016 war sie mit dem Schauspieler Milo Cawthorne verheiratet.

## Filmografie (Auswahl)
- 1999: Xena – Die Kriegerprinzessin (Xena: Warrior Princess, Fernsehserie, eine Folge)
- 2001: Kids World
- 2002: Der Herr der Ringe: Die zwei Türme (The Lord of the Rings: The Two Towers)
- 2002: Watermark (Kurzfilm)
- 2003: Lucy (Fernsehfilm)
- 2005: Boogeyman – Der schwarze Mann (Boogeyman)
- 2006: Maddigan’s Quest (Fernsehserie, 13 Folgen)
- 2006: Ozzie, der Koalabär (Ozzie)
- 2007–2008: Shortland Street (Fernsehserie, 54 Folgen)
- 2009: Power Rangers R.P.M. (Fernsehserie, 32 Folgen)
- 2011: The Almighty Johnsons (Fernsehserie, eine Folge)
- 2011: Underbelly: Land of the Long Green Cloud (Fernsehserie, drei Folgen)
- 2012: The Swarming (Kurzfilm)
- 2013: Home (Kurzfilm)
- 2013: Blood Punch